# هيئة ويسكونسن التشريعية
هيئة ويسكونسن التشريعية (بالإنجليزية: Wisconsin Legislature)‏ هي الهيئة التشريعية ل، تتكون من المجلس الأعلى مجلس شيوخ ولاية ويسكونسن، والمجلس الأدنى جمعية ولاية ويسكونسن.